# بولتون إست (كيبك)
بولتون إست (بالإنجليزية: East Bolton, Quebec)‏ هي بلدية محلية في كيبيك تقع في كندا في Memphrémagog Regional County Municipality. يقدر عدد سكانها بـ 910 نسمة ومساحتها 81.60 كم2 .